# Lizhu (köpinghuvudort i Kina, Zhejiang Sheng, lat 29,96, long 120,47)
Lizhu (kinesiska: 漓渚, 漓渚镇) är en köpinghuvudort i Kina. Den ligger i provinsen Zhejiang, i den östra delen av landet, omkring 44 kilometer sydost om provinshuvudstaden Hangzhou. Antalet invånare är 23 463. Befolkningen består av 11 575 kvinnor och 11 888 män. Barn under 15 år utgör 12,0 %, vuxna 15-64 år 76 %, och äldre över 65 år 11,0 %.
Runt Lizhu är det tätbefolkat, med 613 invånare per kvadratkilometer. Närmaste större samhälle är Shaoxing, 12,0 km öster om Lizhu. Trakten runt Lizhu består till största delen av jordbruksmark.
Genomsnittlig årsnederbörd är 2 022 millimeter. Den regnigaste månaden är juni, med i genomsnitt 356 mm nederbörd, och den torraste är januari, med 72 mm nederbörd.